# Lustra (musikgrupp)
Lustra är ett amerikanskt band i genren poppunk. De är kända för sin låt "Scotty Doesn't Know" som spelas i filmen Eurotrip (2004).
Bandet består av Chris Baird på sång och bas, Nicholas J.M. Cloutman på gitarr och sång och Manny Baldanza på trummor.

## Medlemmar
Nuvarande medlemmar
- Chris Baird – trummor, basgitarr, sång (1996–)
- Gant Frink – trummor (2011–)
- Nick Cloutman – basgitarr, gitarr, sång (1996–)

Tidigare medlemmar
- Jon Baird – gitarr (1996–2001)
- Jason Adams – gitarr (1996–2004)
- Bruce Fulford – trummor (1999–2004)
- Travis Lee – gitarr (2004–2005)
- Phil Matthews – trummor (2004–2005)
- Chris Cunningham – trummor (2006)

## Diskografi
Som Seventeen
- 1998 – Breakfast at Tammy's
- 1999 – Ransom Your Handsome (EP)
- 2000 – Bikini Pie Fight

Som Lustra
- 2003 – Lustra
- 2006 – Left for Dead
- 2008 – What You Need and What You Get
- 2009 – ...Comes in Threes (EP)